# (350) Орнамента
(350) Орнамента (нидерл. Scheveningen) — крупный астероид главного пояса, принадлежащий к тёмному спектральному классу C. Он был открыт 14 декабря 1892 года французским астрономом Огюстом Шарлуа в обсерватории Ниццы и назван в честь Антуанетты Хорнеман (нидерл. Antoinette Horneman), дочери голландского моряка из Схевенингена, активного члена Французского астрономического общества.

Орбита астероида Орнамента и его положение в Солнечной системе
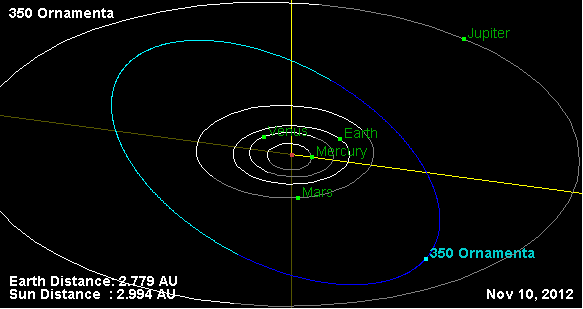
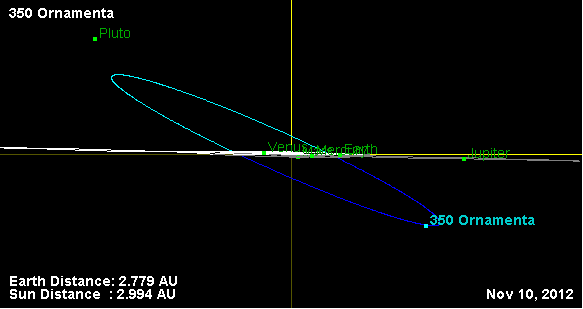